# Quận của Nhật Bản
Quận (区 (Khu) ku) là một phân khu của các thành phố Đô thị cấp quốc gia của Nhật Bản.  Các quận được sử dụng để chia nhỏ các thành phố đô thị quốc gia. 23 Quận đặc biệt của Tokyo Metropolis có địa vị thành phố và không giống với các thực thể khác được gọi là ku, mặc dù các tiền thân của chúng là như vậy.

Các quận là các thực thể địa phương do chính quyền thành phố trực tiếp kiểm soát. Họ xử lý các chức năng hành chính như đăng ký koseki, bảo hiểm y tế và thuế tài sản. Nhiều quận có các tổ chức cư dân liên kết cho một số nhiệm vụ, mặc dù các tổ chức này không có bất kỳ thẩm quyền pháp lý nào.

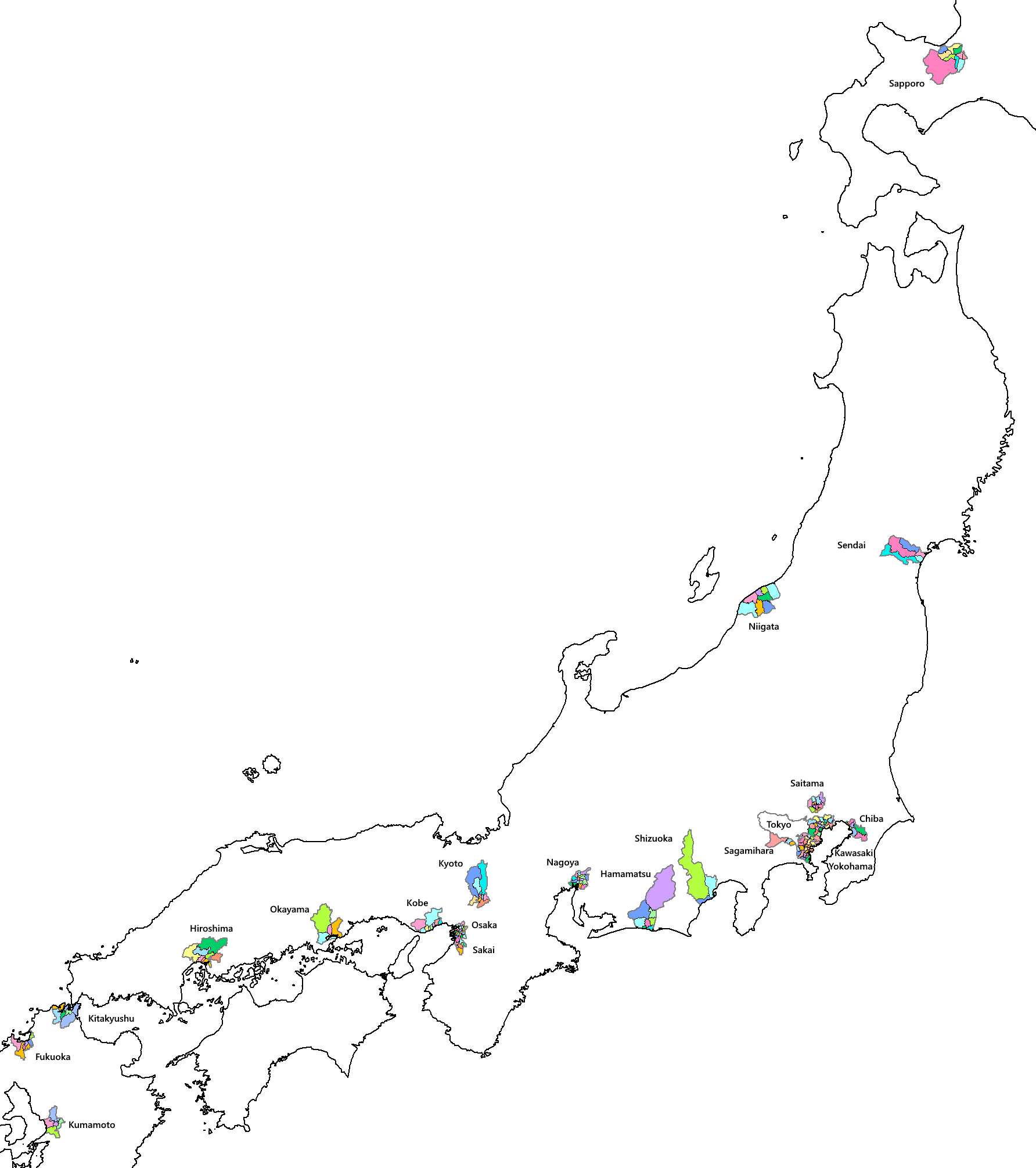
Quận của Nhật Bản

## Khu đặc biệt
Quận đặc biệt (特別区) hay quận khu của thủ đô Tokyo là những đơn vị hành chính đầy đủ, có bộ máy chính quyền và hội đồng địa phương được bầu ra thông qua hình thức phổ thông đầu phiếu. Ở Tokyo có 23 quận như vậy, tập trung ở phía Đông.

## Quận hành chính
Quận hành chính (行政区) không phải là đơn vị hành chính mà chỉ là sự phân chia địa bàn nhằm thuận tiện cho quản lý hành chính ở các thành phố lớn ở Nhật Bản. Các đô thị cấp quốc gia của Nhật Bản đều có các quận hành chính như vậy. Quận hành chính không có chính quyền, không có hội đồng địa phương, nhưng có tòa thị chính với tư cách là một văn phòng đại diện của chính quyền thành phố và thực hiện các chức năng thiết yếu nhất như đăng ký, thuế vụ, bảo hiểm, phúc lợi.
Ở các thành phố nhỏ cũng có các quận, nhưng chỉ để thuận tiện cho việc gọi tên địa bàn (do đó tên thường gọi là quận Đông, quận Tây, quận Bắc, quận Nam, hay quận Trung tâm) chứ không hề đặt tòa thị chính.

## See also
- District (China), the original use of the ku kanji, still in use in Mainland China
- Administrative districts of South Korea, also pronounced gu
- District (Taiwan), same use of the ku in administrative divisions in the ROC Free Area